# Municipio de Petit Jean (condado de Logan)
El municipio de Petit Jean (en inglés: Petit Jean Township) es un municipio ubicado en el condado de Logan en el estado estadounidense de Arkansas. En el año 2010 tenía una población de 288 habitantes y una densidad poblacional de 2,68 personas por km².

## Geografía
El municipio de Petit Jean se encuentra ubicado en las coordenadas 35°4′14″N 93°45′49″O / 35.07056, -93.76361. Según la Oficina del Censo de los Estados Unidos, el municipio tiene una superficie total de 107.62 km², de la cual 103,34 km² corresponden a tierra firme y (3,98 %) 4,28 km² es agua.

## Demografía
Según el censo de 2010, había 288 personas residiendo en el municipio de Petit Jean. La densidad de población era de 2,68 hab./km². De los 288 habitantes, el municipio de Petit Jean estaba compuesto por el 96,53 % blancos, el 0,35 % eran amerindios, el 2,43 % eran asiáticos, el 0,35 % eran de otras razas y el 0,35 % eran de una mezcla de razas. Del total de la población el 1,39 % eran hispanos o latinos de cualquier raza.